# عبد الملك المظفر بالله
الحاجب المظفر بالله سيف الدولة أبو مروان عبد الملك بن محمد بن أبي عامر المعافري (364 هـ - 399 هـ) حاجب الخليفة هشام المؤيد بالله، والحاكم الفعلي للخلافة الأموية في الأندلس في عهد الخليفة هشام المؤيد بالله خلفًا لأبيه الحاجب المنصور.

## نشأته
ولد عبد الملك عام 364 هـ لمحمد بن أبي عامر من زوجته الذلفاء. استطاع والده في خلال سنوات معدودة أن يصل إلى أعلى المناصب في الدولة الأموية في الأندلس كما تمكن من إقصاء كل منافسيه على السلطة، وبات الحاكم الفعلي والوحيد للدولة بعد أن حجر على الخليفة الطفل هشام المؤيد بالله، مؤسسًا لحكم سلالته من العامريين. وتمهيدًا لضمان استمرارية ما وصل إليه الحاجب المنصور، تنازل المنصور عام 381 هـ لابنه عبد الملك عن مناصبه، وهو فتى لم يتجاوز الثامنة عشر من عمره.
وفي عام 386 هـ، انقلب زيري بن عطية المغراوي الزعيم البربري القوي في المغرب على حليفه الحاجب المنصور، واستطاع هزيمة جيش أرسله المنصور بقيادة الفتى واضح العامري، مما أقلق المنصور وجعله يتحرك بنفسه إلى الجزيرة الخضراء لقيادة الحرب، وأنفذ ابنه عبد الملك بجيش للمغرب مددًا لواضح العامري، واستطاع جيش عبد الملك أن ينتصر على جيش زيري بعد خيانة تعرض لها زيري أدت لإصابته في معركته مع جيش عبد الملك. وفي عام 390 هـ، شارك عبد الملك في معركة صخرة جربيرة التي انتصر فيها جيش المنصور على تحالف من البشكنس والقشتاليين والليونيين بقيادة سانشو غارسيا كونت قشتالة، وكان عبد الملك يومها قائدًا لقلب الجيش. كما صحب أباه في غزوته الأخيرة التي مرض وهو في طريق عودته منها.

## عهده
بعد وفاة الحاجب المنصور في 27 رمضان 392 هـ، استصدر عبد الملك من الخليفة المؤيد بالله مرسومًا بتوليه الحجابة، وواصل عبد الملك سياسة أبيه في حجره على الخليفة، والتخلص من معارضيه. سعى عبد الملك في بداية عهده لاسترضاء الشعب، فأسقط سدس الجباية عن سائر الناس. كما واصل سياسة أبيه في تقريب الصقالبة والبربر وإقصاء العرب عن مناصب الدولة وقيادة الجيش. وقد شهد عهده تحسنًا في الحالة الاقتصادية للأندلس.
في عام 396 هـ، وهو في طريق عودته من غزوته على بنبلونة، وافاه سفير من قبل القيصر البيزنطي بسيل الثاني يدعو عبد الملك لاستئناف علاقات المودة والصداقة بين البيزنطيين والأندلسيين، مصحوبة بهدية وعدد من الأسرى المسلمين المأسورين في الأراضي البيزنطية.

## حملاته
كما واصل عبد الملك سياسة أبيه في غزواته المتوالية على الممالك المسيحية في الشمال، والتي بدأها بحملة على الثغر الإسباني في شعبان 393 هـ، توجّه بها نحو طليطلة فمدينة سالم، حيث انضم إليه الفتى واضح العامري والي الثغر الأوسط، وقوة مسيحية أرسلها حليفه سانشو غارسيا كونت قشتالة، ثم تحرك نحو الثغر الأعلى حيث ظل في سرقسطة لأيام، ثم توجه إلى الثغر الإسباني وأرسل قوة بقيادة واضح فافتتحت حصن حصن مدنيش، وحاصر هو حصن ممقصرة وافتتحه، ثم عاث جيشه في كونتية برشلونة وعاد إلى قرطبة في 5 ذي القعدة 393 هـ بالغنائم والسبي. وفي العام التالي، خالف سانشو غارسيا كونت قشتالة العهد الذي كان بينه وبين الحاجب المنصور، فكانت وجهة عبد الملك الثانية إلى أراضي قشتالة التي اجتاحها دون مقاومة من سانشو، الذي أسرع بعد عودة عبد الملك إلى قرطبة بنفسه يطلب تجديد الصلح.
أتبع عبد الملك حملته تلك بحملة في العام التالي 395 هـ على أراضي مملكة ليون، لم يلق فيها مقاومة تذكر، وعاد منها بغنائمه إلى قرطبة. وفي أواخر عام 396 هـ، خرج متوجهًا إلى سرقسطة منها إلى وشقة فبربشتر متوجهًا لغزو بنبلونة عاصمة مملكة نافارا إلا أنه لم يكمل غزوته بعد أن صادفته ظروف جوية سيئة حالت بينه وبين استكمال غزوته.
وفي عام 397 هـ، نما إلى علمه تجمع تحالف من قوات سانشو غارسيا كونت قشتالة وألفونسو الخامس ملك ليون وسانشو الثالث ملك نافارا، فبادر بالخروج إليهم واخترق أراضي قشتالة، والقى الجيشان قرب قلونية، وانتهت المعركة بانتصار كبير لجيش عبد الملك على إثره طلب عبد الملك من الخليفة منحه لقب «المظفر بالله»، فتم له ذلك وأصبح يخاطب رسميًا بلقب «الحاجب المظفر سيف الدولة أبي مروان عبد الملك بن المنصور»، كما طلب من الخليفة أن يولي ابنه الطفل محمد الوزارة ويكنّيه بكنية جده «أبي عامر»، ومنحه لقب «ذي الوزارتين». وفي صفر 398 هـ، خرج في حملة أخرى لتأديب سانشو غارسيا هاجم فيها حصن شنت مرتين وهدمه وقتل الجنود وأسر من فيه من النساء والأطفال، وعاد بهم إلى قرطبة. ثم خرج في شوال 398 هـ، في حملته الأخيرة إلا أنه أصابه مرض مفاجيء في مدينة سالم، فعاد أدراجه إلى قرطبة، وما لبث أن توفي في 17 صفر 399 هـ وخلفه أخوه عبد الرحمن، وسط تكهنات بأنه مات مسمومًا بتحريض من أخيه غير الشقيق عبد الرحمن شنجول.